# Mennonitenkirche Leer

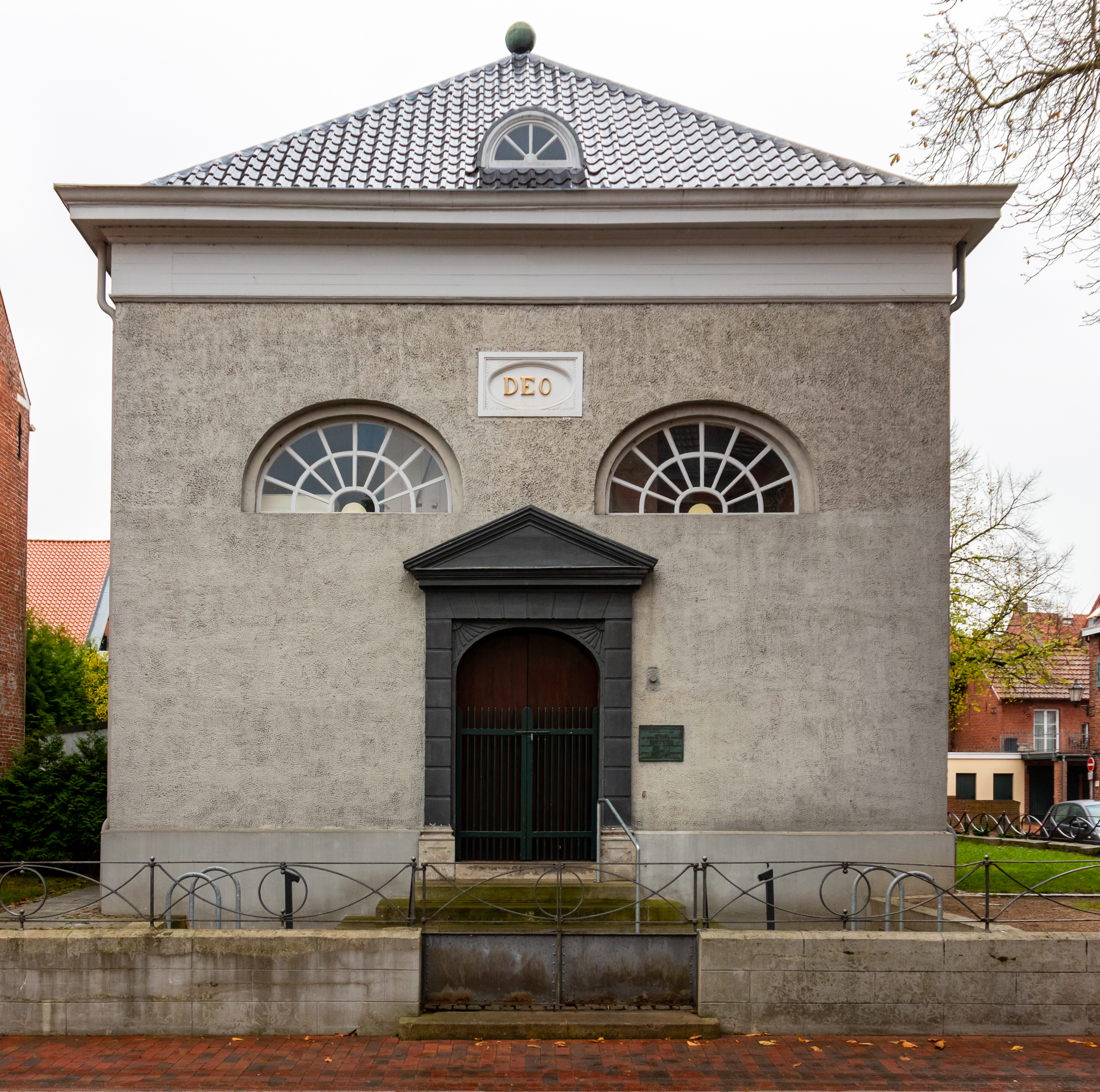
Mennonitenkirche Leer

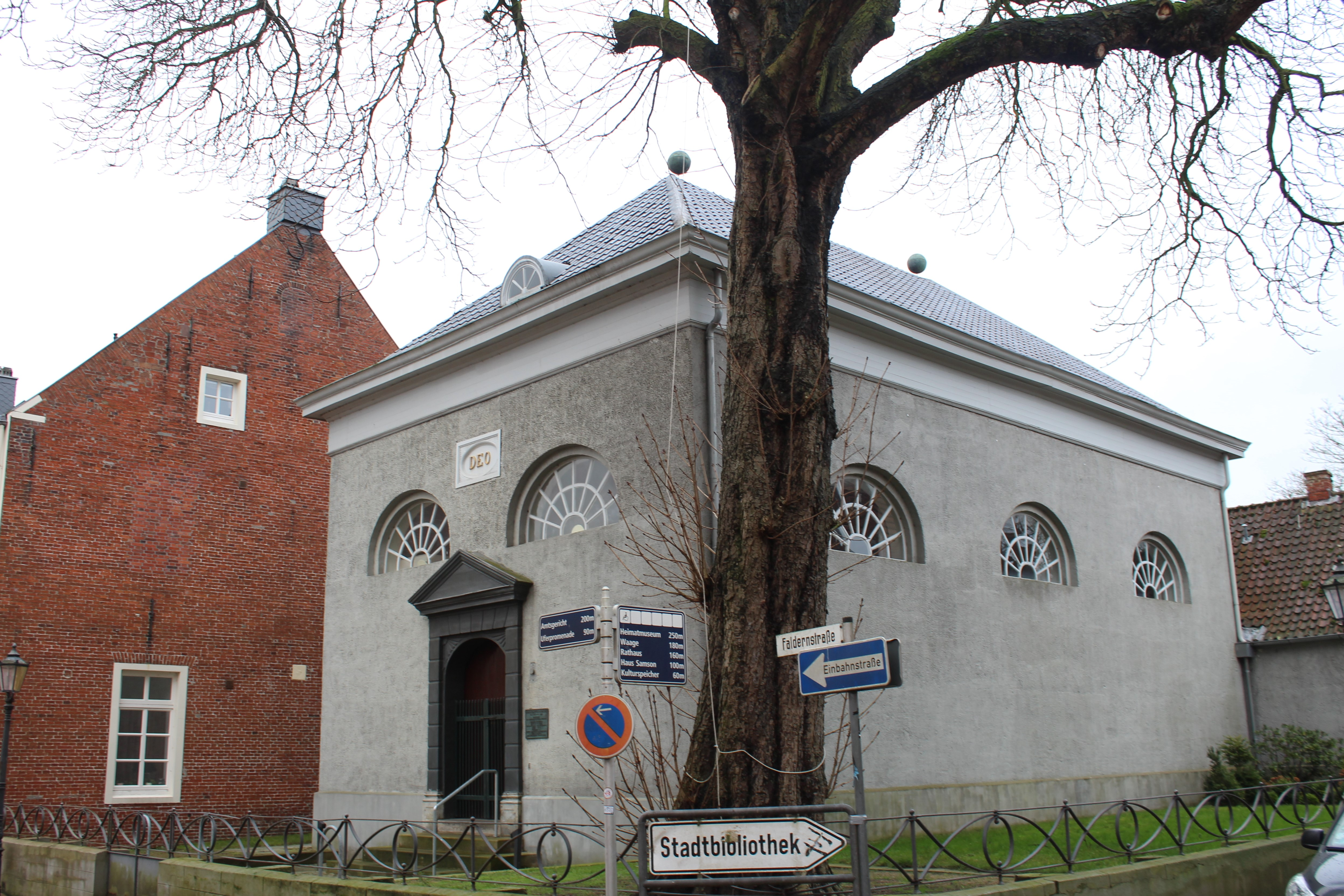
Blick von Nordwesten

Die Mennonitenkirche im ostfriesischen Leer wurde im Jahr 1825 im Stile des Klassizismus erbaut.

## Geschichte
Die Gründung der Mennonitengemeinde Leer erfolgte bereits um 1540. Sie geht auf niederländische Glaubensflüchtlinge zurück, die sich in der Stadt angesiedelt hatten. Schon früh stellten die ostfriesischen Grafen den Mennoniten Schutzbriefe aus, so dass die damals gegründeten Gemeinden wie in Emden oder Norden bis heute Bestand haben. Die Leeraner Mennoniten arbeiteten früher vor allem in der Weberei und im Handel. Sie machten Leer in der Frühen Neuzeit zu einem Zentrum der Leinenproduktion. Eine um 1644 gebildete zweite flämische Gemeinde besaß ebenfalls eine eigene Kirche, die jedoch nach der Vereinigung beider Gemeinden 1767 abgerissen wurde. Vor dem Bau der Kirche wurde der Gottesdienst meist in gemieteten Versammlungsräumen gehalten. Dabei wurden die Versammlungen noch bis 1728 von Laienpredigern (Vermanern) gehalten. Bis zum Beginn des 20. Jahrhunderts hielt die Gemeinde am Niederländischen als Kirchensprache fest. Im Jahr 2006 wurde die Kirche umfassend restauriert. Dabei wurde der Kirchenraum wieder in den Zustand von 1825 gebracht.
Die Gemeinde hat heute knapp 100 Mitglieder. Sie ist mit anderen Kirchen in Leer stark ökumenisch engagiert. Seit 1970 ist sie mit den Mennoniten in Oldenburg zu einer Gemeinde zusammengeschlossen. Die „Konferenz der nordwestdeutschen Mennonitengemeinden“ ist der Zusammenschluss der Gemeinden Leer-Oldenburg, Emden, Norden und Gronau.

## Beschreibung
Die als turmlose klassizistische Kirche konzipierte Kirche steht als Beispiel einer schlichten mennonitischen Saalkirche. Je drei halbkreisförmige Bogenfenster an den Langseiten und zwei an der Westseite versorgen das Innere mit Licht. An der Westseite befindet sich das klassizistisch gestaltete Portal.

## Ausstattung
Wie in anderen mennonitischen und reformierten Kirchen nimmt nach dem Prinzip einer Predigtkirche die Kanzel den zentralen Platz in dem schlicht gestalteten Innenraum ein. Die Kirchenbänke bilden zwei in sich geschlossene weiße gelackte hölzerne Kastengestühle.

## Orgel

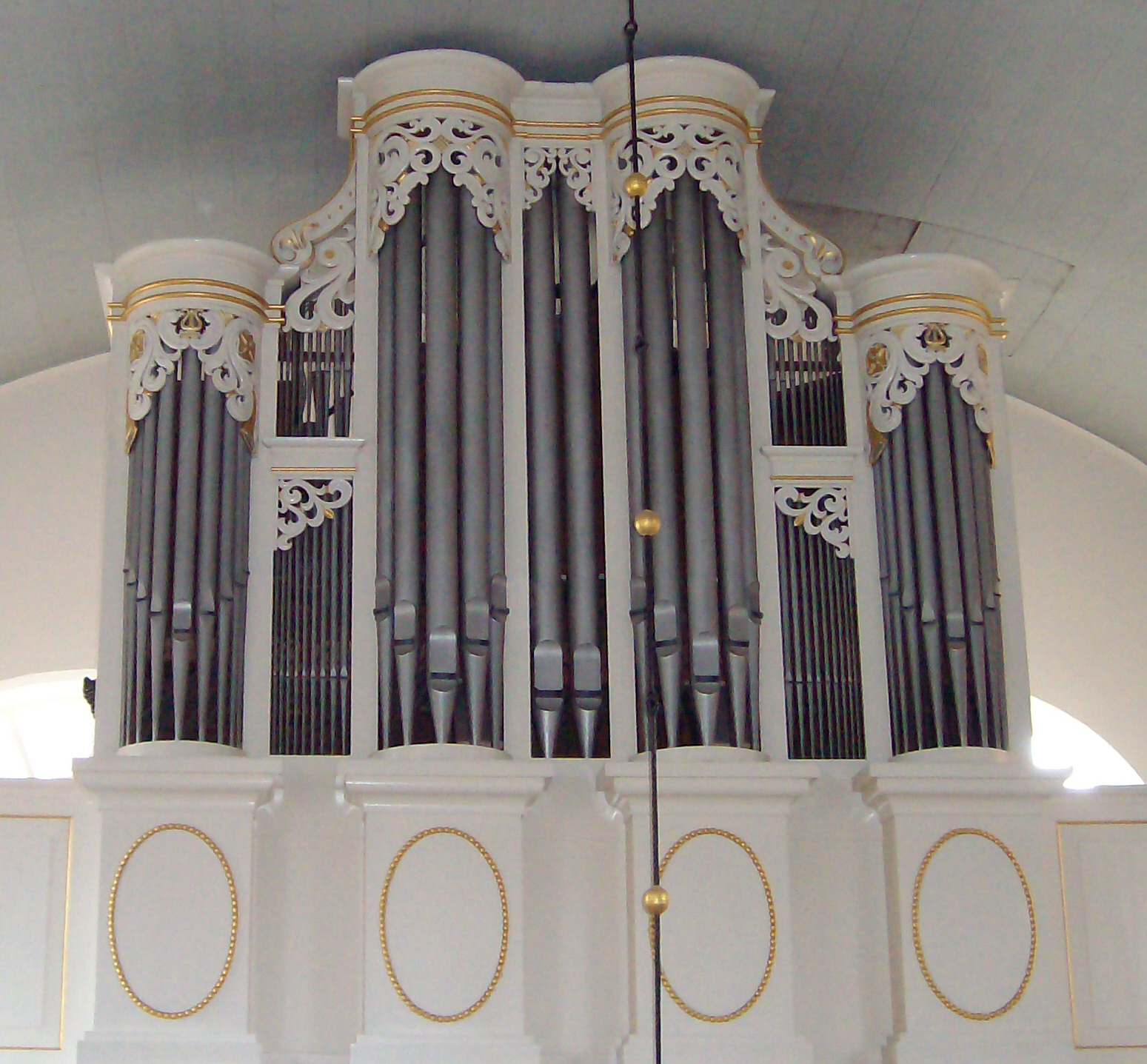
De Grave Winter-Orgel von 1860

Die Orgel wurde 1860 mit zehn Registern von Brond de Grave Winter gebaut, der vermutlich das vorhandene Gehäuse der Vorgängerorgel von Wilhelm Eilert Schmid (1825/1826) umarbeitete. Acht Register sind original erhalten. Das Instrument wurde 2013/1014 durch Winold van der Putten aus dem niederländischen Finsterwolde restauriert und im September 2014 wieder eingeweiht. Die Disposition lautet wie folgt:
| I Manual C–f3 |    |
| Principal     | 8′ |
| Gedakt        | 8′ |
| Quintadena    | 8′ |
| Octave        | 4′ |

| (Fortsetzung) |    |
| Flöte         | 4′ |
| Quinte        | 3′ |
| Flautino      | 2′ |
| Oboe B/D      | 8′ |

| Pedal C–c1   |     |
| Subbaß       | 16′ |
| Violon-Cello | 8′  |

- Koppeln: I/P